# 8591 Excubitor
8591 Excubitor è un asteroide della fascia principale. Scoperto nel 1960, presenta un'orbita caratterizzata da un semiasse maggiore pari a 3,1646475 UA e da un'eccentricità di 0,1838670, inclinata di 2,08342° rispetto all'eclittica.